# Sloweniendeutsche
Als Sloweniendeutsche werden Menschen in Slowenien bezeichnet, die sich als ethnische Deutsche oder Österreicher betrachten und deren Muttersprache in der Regel Deutsch ist. Sie machten in der Zwischenkriegszeit in der damaligen Drau-Banovina des Königreichs Jugoslawien mehrere Prozent der Bevölkerung aus, doch seit den Vertreibungen am Ende des Zweiten Weltkriegs bezeichneten sich bei Volkszählungen jeweils nur wenige hundert Menschen als „Deutsche“ oder „Österreicher“.

## Geschichte
Bei den Deutschen in Slowenien bzw. innerhalb des geschlossenen slowenischen Sprachgebiets handelte es sich um mehrere, sozial und ökonomisch sehr unterschiedlich gestellte Gruppen. Neben den wenigen Adligen und den auf mittelalterliche bäuerliche Besiedlung zurückgehenden Zarzern, Gottscheern und Bewohnern des Abstaller Feldes bestand die bürgerlich geprägte deutschsprachige Bevölkerung aus Händlern, Handwerkern und seit dem 19. Jahrhundert auch Industriellen sowie Beamten der Städte Krains und der Steiermark. Hinzu kam seit dem 19. Jahrhundert – insbesondere in Marburg an der Drau – ein deutschsprachiges Industrieproletariat.

### Mittelalter und frühe Neuzeit

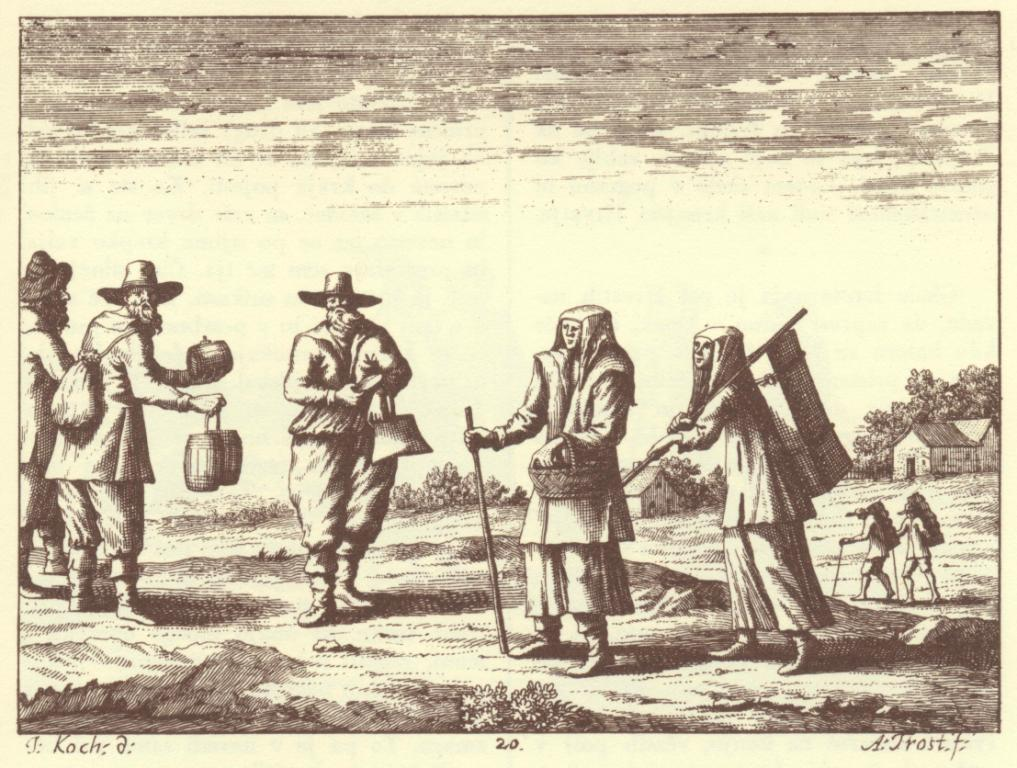
Gottscheer, aus „Ehre des Herzogtums Krain“ (Laibach und Nürnberg 1689) von Johann Weichard Valvasor

Seitdem das ehemalige Karantanien unter Lehenshoheit der Bajuwaren geriet und später Teil des Heiligen Römischen Reiches Deutscher Nation wurde, spielte die deutsche Sprache als Kommunikationsmittel der Oberschichten eine wichtige Rolle. Trotz Zuwanderungen aus dem deutschsprachigen Raum blieb das Slowenische in Krain, Untersteiermark und Südkärnten außerhalb der Städte das nahezu ausschließliche Verständigungsmittel bzw. setzte sich gegen die Sprachen der Zuwanderer durch. Ausnahmen hiervon waren die seit dem 12. bzw. dem 13. Jahrhundert bestehenden deutschen Sprachinseln von Zarz und Gottschee. Die städtische Bevölkerung bevorzugte dagegen seit dem Spätmittelalter – in regional unterschiedlichem Maße – das Deutsche, wobei von einem hohen Maße an Zweisprachigkeit in den Städten und deren Umgebung auszugehen ist. Der sprachliche Gegensatz zwischen Stadt und Land wird beispielsweise für die Stadt Cilli von Hartmann Schedel in dessen Nürnberger Chronik 1493 beschrieben: „Das volck in den stetten ist gewohnlich Teutsch. Vnd das pawrvuolck herdisshalb windisch. Hier innen ist ein altes Stettlein das ettlich Cili nennen.“

### 17. Jahrhundert
Im 17. Jahrhundert dominierte in Laibach die deutsche Sprache. In einem Steuerverzeichnis von 1600 werden 443 Familiennamen genannt, von denen 247 deutscher Herkunft waren. 154 Namen waren slowenischer und 41 italienischer Herkunft. Auf Deutsch erschienen eine ganze Reihe literarischer Werke in Krain, von denen als das historisch bedeutendste die „Ehre des Herzogtums Krain“ (Laibach und Nürnberg 1689) von Johann Weichard Valvasor (1641–1693) genannt werden kann.

### 19. Jahrhundert
Die Entwicklung des Nationalismus führte seit dem 19. Jahrhundert zu einer Polarisierung zwischen „Deutschen“ und „Slowenen“. Insbesondere in den Städten bestanden deutsche und slowenische Bibliotheken, Theater und Vereine aller Art nebeneinander. Eine wichtige Rolle bei der Stärkung des Slowenischen spielte der slowenische Klerus, so besonders unter dem Marburger Bischof Anton Martin Slomšek. Dabei errangen die Slowenen in allen Städten Krains mit Ausnahme von Gottschee bis zum Ende des 19. Jahrhunderts die politische Vorherrschaft. Die Städte der Untersteiermark – insbesondere Cilli, Pettau und Marburg an der Drau, blieben damals noch ökonomisch und politisch in deutscher Hand. Dieses politische Bild spiegelte sich auch in der Sprachsituation wider: Das Deutsche war noch in der Sprachinsel Gottschee sowie in den Städten der Untersteiermark und Südkärntens dominant, während sich andernorts das Slowenische im öffentlichen Leben durchsetzte. In der ehemaligen deutschen Sprachinsel Zarz in Oberkrain sprachen Anfang des 20. Jahrhunderts nur noch die alten Menschen Deutsch.

### Königreich Jugoslawien

Ehemaliges Deutsches Haus von Cilli, heute Celjski dom, vorne links Denkmal für Alma Karlin

Mit der Gründung des Königreichs Jugoslawien wurden die Deutschen, die bisher in den Städten Steiermarks und in der Gottschee eine Vorrangstellung gehabt hatten, zu einer Minderheit. Sichtbares Zeichen hierfür war die gewaltsame Auflösung einer Kundgebung von etwa 10.000 Menschen in Marburg für den Anschluss der Stadt an Deutsch-Österreich am 27. Januar 1919 durch Truppen des slowenischen Generals Rudolf Maister, bei der 13 Personen getötet wurden und die als Marburger Blutsonntag ins Gedächtnis der Deutschen Sloweniens einging. Kurz darauf wurde das Deutsche Haus in Cilli, in dem sich deutsche Vereine und Unternehmen befanden, enteignet und als Celjski dom der nunmehr slowenischen Stadt Celje überlassen.
In den Jahren 1919 und 1920 verließen etwa 2000 Laibacher sowie etwa 39.000 Untersteirer ihre Heimat in Richtung Deutsch-Österreich. Die jugoslawischen Volkszählungen ergaben für das Gebiet Sloweniens (innerhalb der damaligen jugoslawischen Grenzen) 1921 eine Zahl von 41.514 Personen (3,9 %) mit deutscher Muttersprache, 1931 dagegen nur noch 28.999 (2,5 %). Neben der Abwanderung spielt dabei eine Rolle, dass zweisprachige Personen, die sich in Österreich-Ungarn als „Deutsche“ erklärt hatten, sich nunmehr als „Slowenen“ bezeichneten.
Sehr schnell wurde auch die deutsche Unterrichtssprache in den Schulen durch das Slowenische ersetzt, so dass es keine deutsche Schule in Slowenien bzw. der Drau-Banovina gab. Auch das zuvor deutschsprachige Gymnasium in Gottschee ging zur slowenischen Unterrichtssprache über. Privatschulen wurden verboten. Zugelassen blieben in Jugoslawien Parallelklassen mit deutscher Unterrichtssprache, an denen jedoch keine Kinder mit slawischem Familiennamen teilnehmen durften. Mindestens 40 zugelassene Anmeldungen waren für einen deutschsprachigen Klassenzug erforderlich. In der Untersteiermark gab es 1935 elf solche deutschsprachigen Parallelklassen an sechs Volksschulen, 1938 waren es in ganz Slowenien dreißig.
1924 wurde der „Politische und wirtschaftliche Verein der Deutschen in Slowenien“ gegründet, doch 1929 unter der Königsdiktatur wie alle ethnisch ausgerichteten Organisationen in Jugoslawien verboten. 1931 wurde der Schwäbisch-Deutsche Kulturbund, der seinen Schwerpunkt bei den Donauschwaben Serbiens und Kroatiens hatte, auch in Slowenien zugelassen, doch wurde dessen Tätigkeit unter dem Innenminister Anton Korošec wieder unterbunden.
Den Aufstieg des Nationalsozialismus in Deutschland und den „Anschluss Österreichs“ verbanden viele Sloweniendeutsche mit der Hoffnung, ans Deutsche Reich angeschlossen zu werden. Bei den Auseinandersetzungen im Schwäbisch-Deutschen Kulturbund ergriffen dabei viele Sloweniendeutsche für die Nationalsozialisten Partei.

### Zweiter Weltkrieg
Mit der Besetzung Jugoslawiens im Zweiten Weltkrieg 1941 wurde Slowenien zwischen Deutschland, Italien und Ungarn geteilt. Adolf Hitler und Benito Mussolini vereinbarten, sämtliche Deutschen aus der nunmehr italienischen Provinz Laibach auszusiedeln. Betroffen waren hiervon insbesondere die Gottscheer und die Deutschen in der Stadt Laibach.
Die Nationalsozialisten verfolgten das Ziel, die von ihnen kontrollierten Gebiete Sloweniens zwangsweise einzudeutschen. Zu diesem Zwecke verschleppten sie etwa 30.000 Slowenen aus dem CdZ-Gebiet Untersteiermark nach Serbien, Kroatien und Deutschland. Neben Österreichern und Deutschen aus dem „Altreich“ wurden Volksdeutsche aus der Untersteiermark in die Positionen vertriebener Slowenen eingesetzt.
Im sogenannten Rann-Dreieck im Gebiet von Gurkfeld (Krško) und Rann (Brežice) an der Save wurden in Bauernhöfen verschleppter Slowenen etwa 11.000 Gottscheer sowie „heim ins Reich“ geholte Volksdeutsche aus Bessarabien und Südtirol angesiedelt. In welchem Maße die Umsiedlung der Gottscheer zwangsweise oder freiwillig erfolgte, ist bis heute Gegenstand von Diskussionen.
Viele Sloweniendeutsche nutzten die ihnen nun gebotenen Privilegien, traten in die NSDAP oder die SS ein oder beteiligten sich auch an Kriegsverbrechen. Andererseits nahmen auch Sloweniendeutsche am Widerstand gegen den Nationalsozialismus teil, darunter die Cillier Schriftstellerin Alma Karlin. Ein Teil der in der Gottschee zurückgebliebenen Deutschen schloss sich den slowenischen Partisanen an.

### Kriegsende

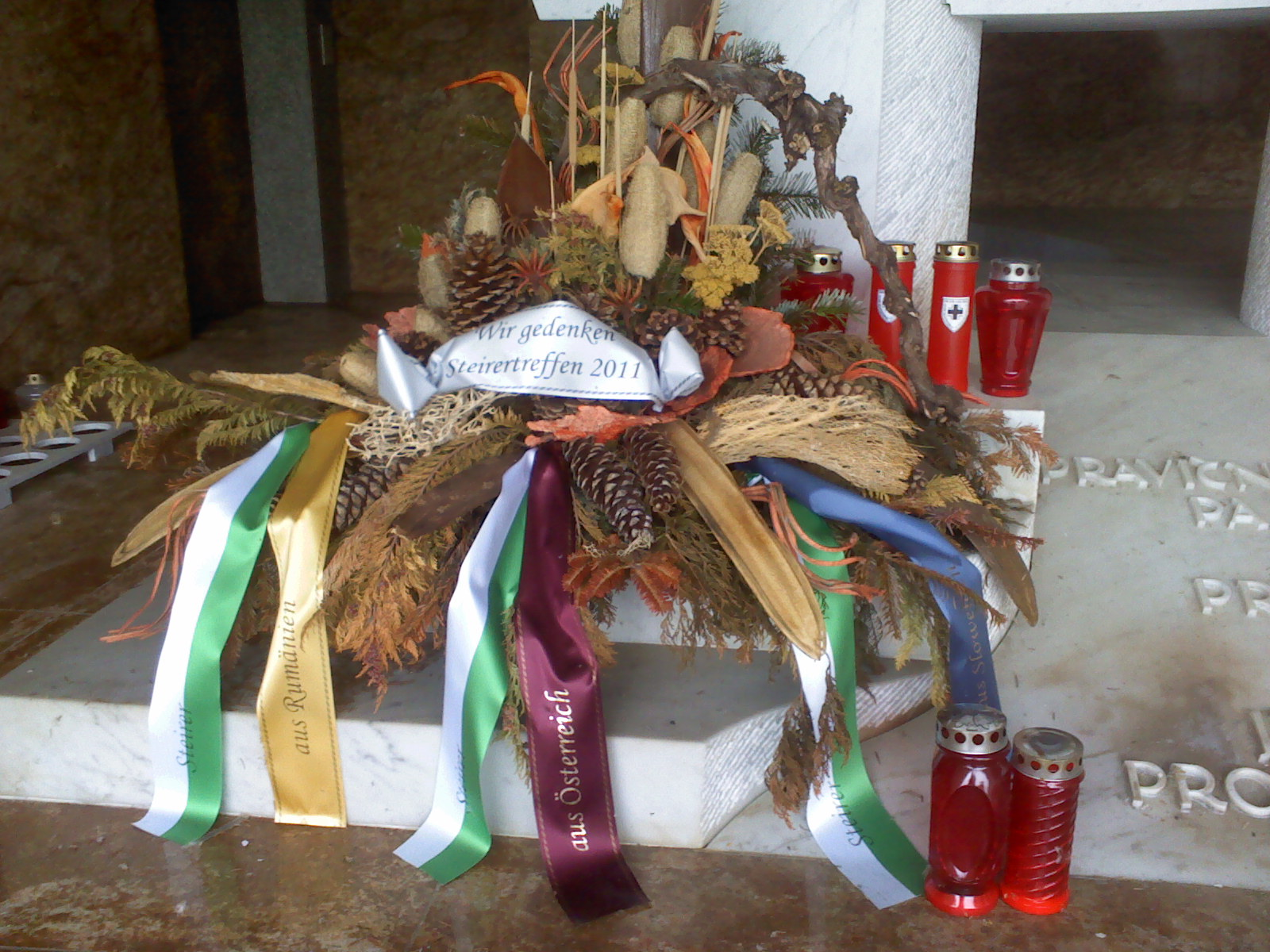
Kränze für Umgekommene im Lager Tüchern/Teharje, im Gedenkpark auf dem Gebiet des ehemaligen Lagers

Mit der Niederlage der deutschen Wehrmacht flohen Anfang Mai viele Sloweniendeutsche Richtung Österreich. Aus dem „Rann-Dreieck“ wurden am 5. und 7. Mai einige hundert Gottscheer mit dem Zug nach Österreich gebracht, doch wurden die meisten von den deutschen Behörden festgehalten. Der Evakuierungsbefehl kam erst am 8. Mai, dem Tag der deutschen Kapitulation, so dass nur ein Teil der Flüchtlingstrecks nach Österreich gelangen konnte. Die OZNA richtete in Sterntal (Strnišče) bei Ptuj ein zentrales Internierungslager für die Deutschen Sloweniens ein. Dort und im Lager Tüchern (Teharje) wurde ein Großteil der zurückgebliebenen Sloweniendeutschen gefangen gehalten, wobei in den hoffnungslos überbelegten Lagern mehrere tausend Menschen starben.
Durch die AVNOJ-Beschlüsse wurde sämtliches bewegliches und unbewegliches Eigentum der Deutschen enteignet. Die Vertreibung erfolgte in Slowenien schneller als in Serbien: Bis 1946 waren nahezu alle deutschen Lagerinsassen entweder gestorben oder nach Österreich abgeschoben.

### Sozialistisches Jugoslawien
Wie in ganz Jugoslawien besaßen auch in Slowenien die Deutschen keine Minderheitenrechte. Deutsche Organisationen waren verboten. Ebenso gab es keinen muttersprachlichen Deutschunterricht an Schulen, jedoch lernten viele Schüler in Maribor und Umgebung Deutsch als erste Fremdsprache. Nur noch sehr wenige Menschen bezeichneten sich bei Volkszählungen als „Deutsche“ oder „Österreicher“ (1953: 1906 Deutsche und Österreicher, 1961: 986, 1971: 700, 1981: 560, 1991: 745). Diese Zahlen schließen zugewanderte Deutsche ein, die z. B. als Ehepartner von Slowenen nach Jugoslawien gekommen sind. Die Deutschen sind in Slowenien seit Kriegsende weitgehend gleichmäßig verteilt.

## Heutige Situation

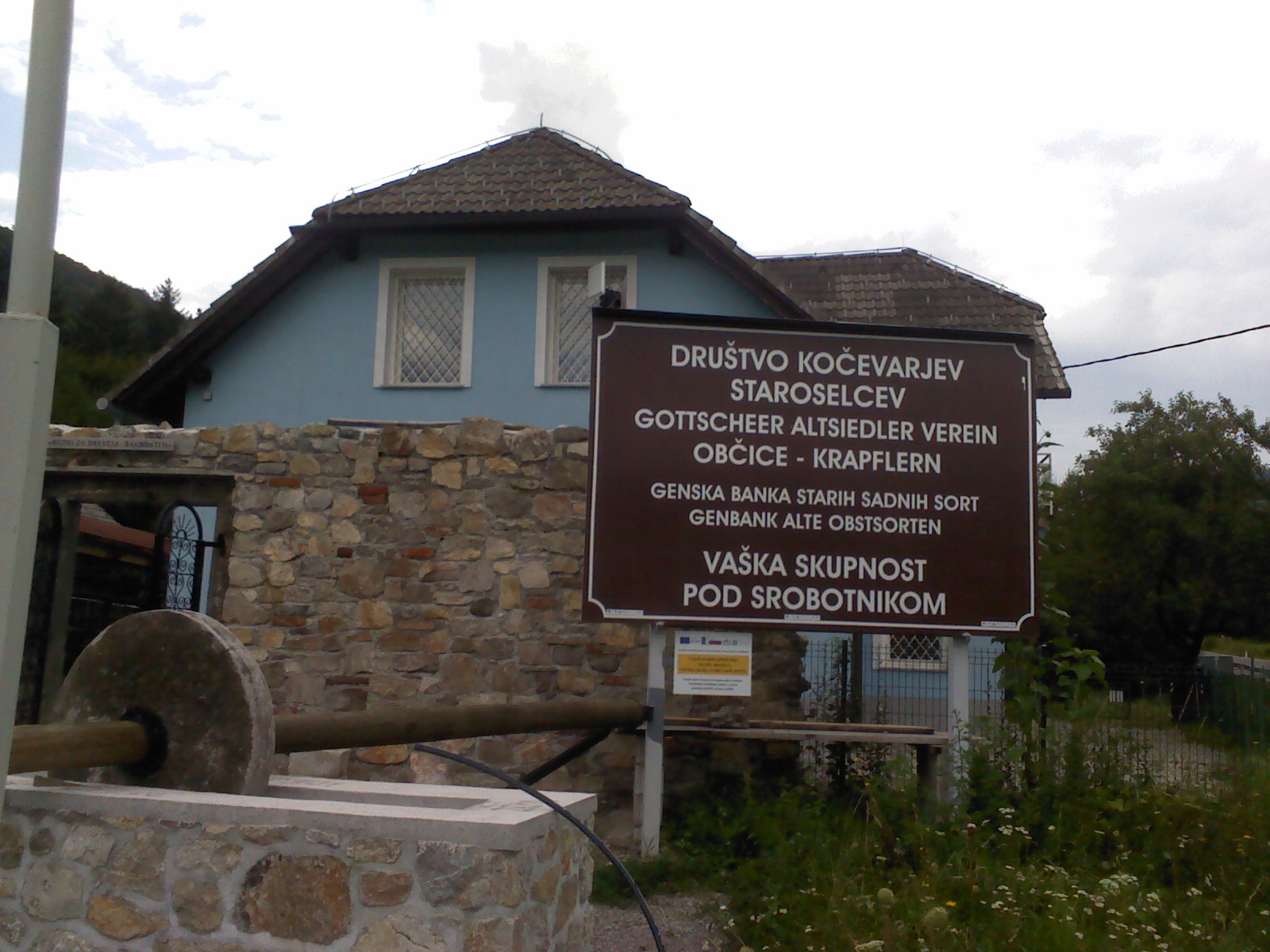
Zweisprachige Aufschriften gibt es nur privat - hier vor dem Zentrum des Gottscheer Altsiedlervereins in Krapflern (Občice).

Bei der Volkszählung 2002 gaben 1.628 Personen Deutsch als „Umgangssprache im Haushalt (in der Familie) und Muttersprache“ an. Es bezeichneten sich dabei aber nur 499 Personen (0,03 %) als „Deutsche“ sowie 181 (0,01 %) als „Österreicher“ (Zählungen vor den Vertreibungen: 1918: 106.000; 1931: 49.000).

### Deutsche Organisationen in Slowenien
Nach der Unabhängigkeit Sloweniens wurden erstmals seit 1945 in Slowenien Organisationen mit einem Bezug zur deutschen Minderheit zugelassen.
1992 konstituierte sich in Maribor unter Vorsitz des Rechtsanwalts Ludvik Dušan Kolnik ein „internationaler Verein“ mit dem Namen  Freiheitsbrücke (Most Svobode), der die Rückübertragung von Grundstücken an die in Slowenien lebenden Nachkommen enteigneter Volksdeutscher anstrebt und im Mai 1992 in die Föderalistische Union Europäischer Nationalitäten (FUEN) aufgenommen wurde.
Schon 1989 versuchten sich die Gottscheer in der Teilregion Moschnitze in einem Verein zu organisieren. Die Organisationsarbeit übernahm Hans Jaklitsch. Der Verein wurde formell jedoch erst 1992 registriert. Der erste Vorsitzende war Hans Jaklitsch (1992 bis Ende 1998). Unter der Leitung von Hans Jaklitsch wurde viel freiwillige Arbeit geleistet, so etwa die Renovierung der Friedhöfe in Tschermoschnitz, Pöllandl und Rußbach. Eine neue Tafel für August Schauer an der Kirche in Pöllandl wurde gekauft, Treffen der Gottscheer auf der Gatschen organisiert, die Vereinszeitung Bakh erschien dreimal im Jahr, der Verein organisierte Weihnachtskonzerte der Gottscheer Lieder in Pöllandl, ein Kinderchor wurde gegründet. Im Jahre 1998 kaufte der Verein mit der Unterstützung der Kärntner Landesregierung ein Haus in Krapflern, den Verein übernahm August Gril. Der Verein beschäftigte sich vor allem mit der Renovierung des Vereinshauses in Krapflern. Immer mehr Besucher kamen. Die Jugendgruppe unter der Leitung von Maridi Tscherne organisierte den Unterricht in der Gottscheer Sprache, Workshops für Kinder, die Radiosendungen in der Gottscheer-Sprache; der Chor hatte viele Auftritte in Slowenien wie auch in Kärnten (Maria Luggau, Eisenkappel, Klagenfurt). Der Vorsitzende wollte aber die immer größere  Jugendarbeit nicht mehr unterstützen, weswegen Frau Tscherne im November 2001 kündigte, ihre Arbeit jedoch bis Ende Februar 2002 weiterführte. Mit der Begründung, der Verein unterstütze nur noch die Bauarbeiten und gehe auf ihren Protest nicht ein, trat sie im Mai 2002 aus dem Verein aus. Der Altsiedlerverein widmete sich vor allem dem Ausbau des Museums in Krapflern und später der Erhaltung der traditionellen Obstsorten und bemüht sich um die Anerkennung der Deutschen Minderheit in Slowenien.
Ein zweiter deutscher Verein in Maribor, gegründet am 1. Dezember 2000, ist der Kulturverein deutschsprachiger Frauen – Brücken. Dessen Vereinsvorsitzende Veronika Haring schätzt die Zahl der Deutschstämmigen in Maribor und Umgebung auf mehrere tausend. Der Verein veranstaltet auf privater Basis unter anderem deutschsprachigen Unterricht für deutschstämmige Kinder und Erwachsene, während es an Schulen weiterhin keinen muttersprachlichen Deutschunterricht gibt.
Der Verein Peter Kosler (benannt nach Peter Kosler), gegründet 1994 in Ljubljana, inzwischen mit Sitz in Kočevje, hat das Ziel, das deutsche und gottscheerische Kulturerbe der Region Gottschee zu erhalten. Drei Jahre organisierte er, mit der Unterstützung der BMEIA, erfolgreich den  Unterricht in der Deutschen und in der Gottscheer Sprache an der Grundschulen  Štrekljevec, Semitsch, Töplitz, an den Kindergärten Semitsch und Töplitz wie auch der Gottscheer Sprache in Novo mesto, Gottschee und Bistritz bei Tschernembl. Den Unterricht besuchten bis zu 196 Personen wöchentlich. Seitdem haben die Gottscheer keinen Unterricht mehr in ihrer Sprache, obwohl die Gottscheer Sprache laut UNESCO zu den stark bedrohten Sprachen zählt. Als Hindernis für eine Förderung des Sprachunterrichts gelten unter anderem Uneinigkeiten des Vereins Peter Kosler mit dem Gottscheer Altsiedlerverein.
Die Einrichtung Mošnice-Moschnitze wurde im März 2012 von jüngeren Gottscheern gegründet mit dem Ziel der Erhaltung und Förderung des Gottscheer Kulturerbes, vor allem der Gottscheer Sprache. Den Namen bekam die Einrichtung nach einer Teilregion der ehemaligen Sprachinsel zwischen Semič/Semitsch und Dolenjske Toplice/ Töplitz. Im Jahre 2013 ist es der Einrichtung Moschnitze gelungen, einen Mehrzweckraum zu bauen, der nach dem aus Pöllandl stammenden kulturschaffenden Publizisten und Pfarrer in Nesseltal, August Schauer, benannt wurde. Im Jahre 2014 gab die Einrichtung Moschnitze vier Bücher heraus, und zwar zwei Kinderbücher in drei Sprachen (slowenisch, Gottscheerisch und Deutsch): ˝Der geheimnisvolle Wächter des Waldes˝ und ˝Sehnsucht und Beharrlichkeit˝, wie auch ein Gottscheer Kochbuch und ein Buch über Möbel und Architektur der Gottscheer Gebäude in der Moschnitze. Die Mitglieder bemühen sich, die Gottscheer Sprache mindestens durch die Gründung einer Kindergruppe auf freiwilliger Basis weiter zu fördern, doch reicht dies nach ihrer Überzeugung nicht zu einem langfristigen Spracherhalt aus. Die Einrichtung Moschnitze ist ein Mitglied des Dachverbandes der Gottscheer Organisationen in Slowenien mit Sitz in Bistritz bei Tschernembl/Črnomelj. Der Dachverband der Gottscheer Organisationen bemüht sich weiter, die finanzielle Basis für den Unterricht in der Deutschen und in der Gottscheer Sprache zu schaffen. Die Mitgliedsorganisationen vertreten die Position, dass nur die Sprache, in dem Falle die Gottscheer Mundart, eine Basis für die Erhaltung der Identität sichere.

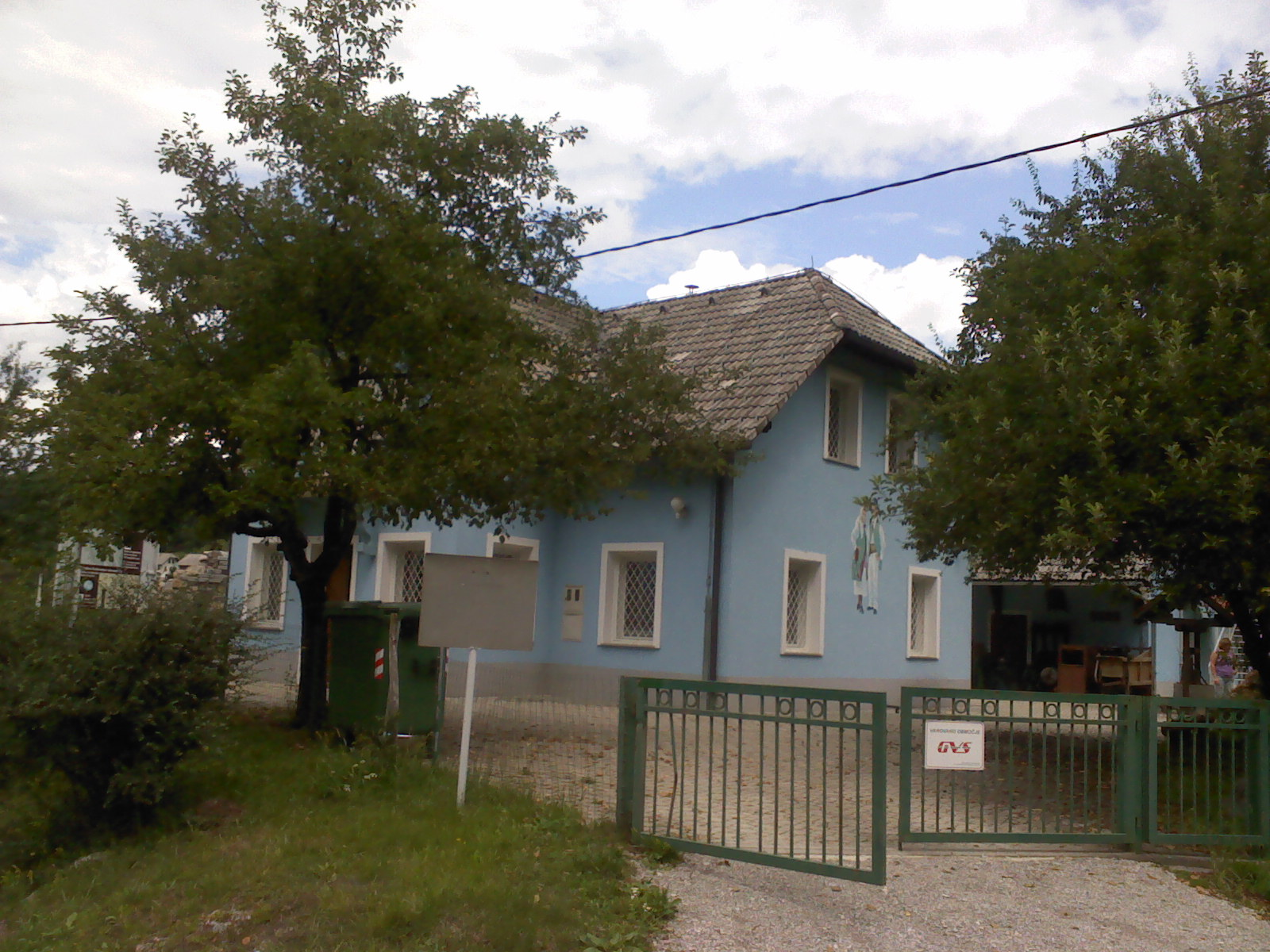
Zentrum des Gottscheer Altsiedlervereins in Krapflern (Občice).

Der Gottscheer Altsiedlerverein, der sich anders als der Verein Peter Kosler explizit als Organisation der deutschen Minderheit versteht, betreibt in Občice (Krapflern, Gemeinde Dolenjske Toplice) ein Kulturzentrum. Nach seiner Einschätzung gibt es in Slowenien noch einige hundert Nachkommen der Gottscheer (1940: etwa 12.500). Der Kulturverein deutschsprachiger Frauen - Brücken in Maribor und der Gottscheer Altsiedlerverein in Občice/Krapflern haben sich 2004 in einem „Verband der Kulturvereine der deutschsprachigen Volksgruppe in Slowenien“ zusammengeschlossen. In einem Memorandum fordert der Verband die Anerkennung der deutschen Minderheit durch die slowenische Regierung.
In Ljubljana gibt es einen Verein zur Förderung der deutschen Muttersprache, der aus einer Gruppe deutschsprachiger Eltern besteht und auf privater Basis muttersprachlichen Deutschunterricht organisiert. Dieser richtet sich explizit auch an Familien, die nur zeitweise in Slowenien leben und deren Kindern so eine „Rückkehr in die heimischen Schulen“ erleichtert wird.
In Apače/Abstall gibt es einen Kulturverein Abstaller Feld, der Deutsch- und Slowenischkurse organisiert und sowohl ethnische Deutsche als auch Slowenen ansprechen will.
2011 wurde in Celje eine weitere sloweniendeutsche Organisation gegründet, der Kulturverein Cilli an der Sann.
Inzwischen gehören dem 2004 gegründeten Dachverband der Kulturvereine der deutschsprachigen Volksgruppe in Slowenien (Zveza kulturnih društev nemško govoreče narodne skupnosti v Sloveniji), der die Anerkennung der deutschen Minderheit fordert, sieben Vereine an: der Kulturverein Cilli an der Sann (Kulturno društvo Celje ob Savinji), der Gottscheer Altsiedlerverein in Krapflern (Društvo Kočevarjev staroselcev, DKS), der Kulturverein deutschsprachiger Frauen Brücken (Kulturno društvo nemško govorečih žena Mostovi) in Marburg/Maribor, der Kulturverein Abstaller Feld (Kulturno društvo Apaško polje), der Verein Freiheitsbrücke Marburg (Internacionalno društvo Most Svobode Maribor), der Kulturverein der deutschsprachigen Jugend (KDJ, Kulturno društvo nemško govoreče mladine) in Laibach und der Gottscheer Verein in Laibach (Etnološko kočevarsko društvo). Dem stehen zwei Gottscheer-Einrichtungen gegenüber, die sich 2013 im Dachverband der Gottscheer Organisationen (Zveza kočevarskih organizacij) mit Sitz in Črnomelj zusammengeschlossen haben: die Einrichtung für die Erhaltung des Kulturerbes Moschnitze (Zavod za ohranitev kulturne dediščine) mit Sitz in Altsag, der Kulturverein unter dem Gutenberg und der Kulturverein Nesseltal  – Einrichtung für die Erhaltung des Kulturerbes Nesseltal (Zavod za ohranitev kulturne dediščine Nesseltal Koprivnik). Im Gegensatz zum Dachverband der Kulturvereine der deutschsprachigen Volksgruppe in Slowenien versteht sich der Dachverband der Gottscheer Organisationen (Zveza kočevarskih organizacij) als Vertreter der Gottscheer Deutschen und fordert nicht unbedingt die Anerkennung der Deutschen Minderheit. Diese Vereine setzen sich, im Unterschied zum Altsiedlerverein, für die Erhaltung der Gottscheer Mundart ein. In der Presseerklärung anlässlich der Verbandsgründung beschreibt der Dachverband der Gottscheer Organisationen seine finanzielle Stabilität sowie die Pflege der guten Nachbarschaft als primäre Ziele. Da keine unbedingte Anerkennung gefordert wird, ist es zwischen den beiden Verbänden zu Reibungen gekommen. Hierbei spielen auch ein Generationskonflikt und persönliche Differenzen zwischen den Vertretern der Mitgliedsorganisationen des Dachverbandes der Gottscheer Organisationen und August Gril (Altsiedlerverein) eine Rolle.

### Empfehlungen internationaler Organisationen
Slowenien gewährt im Gegensatz zu Kroatien der deutschen Volksgruppe keinen Minderheitenschutz gemäß der Kopenhagener KSZE-Konferenz von 1990, so dass die Minderheit auch keine besondere finanzielle oder anderweitige Unterstützung erhält. Erschwerend wirkt hier auch ein im August 2004 erlassenes Gesetz, welches die strikte Anwendung der slowenischen Sprache in sämtlichen Geschäftsbereichen vorsieht.
2007 empfahl das Ministerkomitee des Europarats den slowenischen Behörden, „in Zusammenarbeit mit den Sprechern die Gebiete festzulegen, in denen Deutsch und Kroatisch in Slowenien herkömmlich gesprochen werden“, und Teil II der Europäischen Charta der Regional- oder Minderheitensprachen auf Deutsch und Kroatisch anzuwenden. Der Kulturverein deutschsprachiger Frauen - Brücken und der Gottscheer Altsiedlerverein erwähnen einheimische Deutschsprachige in den Gemeinden Abstall/Apače, Cilli/Celje, Hohenmauthen/Muta, Lembach/Limbuš, Mahrenberg/Radlje, Marburg/Maribor, Maria Rast/Ruše, Pettau/Ptuj, Sankt Egidi/Šentilj, Sankt Leonhard/Lenart und Witschein/Svečina sowie in der Region Gottschee in den Dörfern Pöllandl/Kočevske Poljane, Krapflern/Občice, Altsag/Stare žage, Kleinriegel/Mali Rigelj, Büchel/Hrib (Gemeinde Töplitz/Dolenjske Toplice), Tschermoschnitz/Črmošnjice und Mitterdorf/Srednja vas (Gemeinde Semitsch/Semič). Die beiden Vereinigungen schlagen die Einrichtung zweisprachiger Kindergärten in Marburg und Abstall sowie in Pöllandl oder Krapflern vor, außerdem die Einführung von Deutsch als erster Fremdsprache bzw. Zweitsprache an den beiden Primarschulen in Dolenjske Toplice und Semič.
Ein „unabhängiger Sachverständigenausschuss“ bemängelte hierzu im Jahre 2010, dass Slowenien keinerlei Gebiete mit deutscher oder kroatischer Minderheitensprache festgelegt habe. Die deutsche Sprache sei im öffentlichen Leben in Slowenien weitgehend abwesend; ebenso wenig gebe es ein Bildungsmodell für Deutsch als Regional- oder Minderheitensprache. Die deutsche Sprache sei im Hörfunk und Fernsehen nicht vertreten und erhalte nur begrenzte finanzielle Unterstützung von den slowenischen Behörden.

### Ablehnung der deutschen Sprache

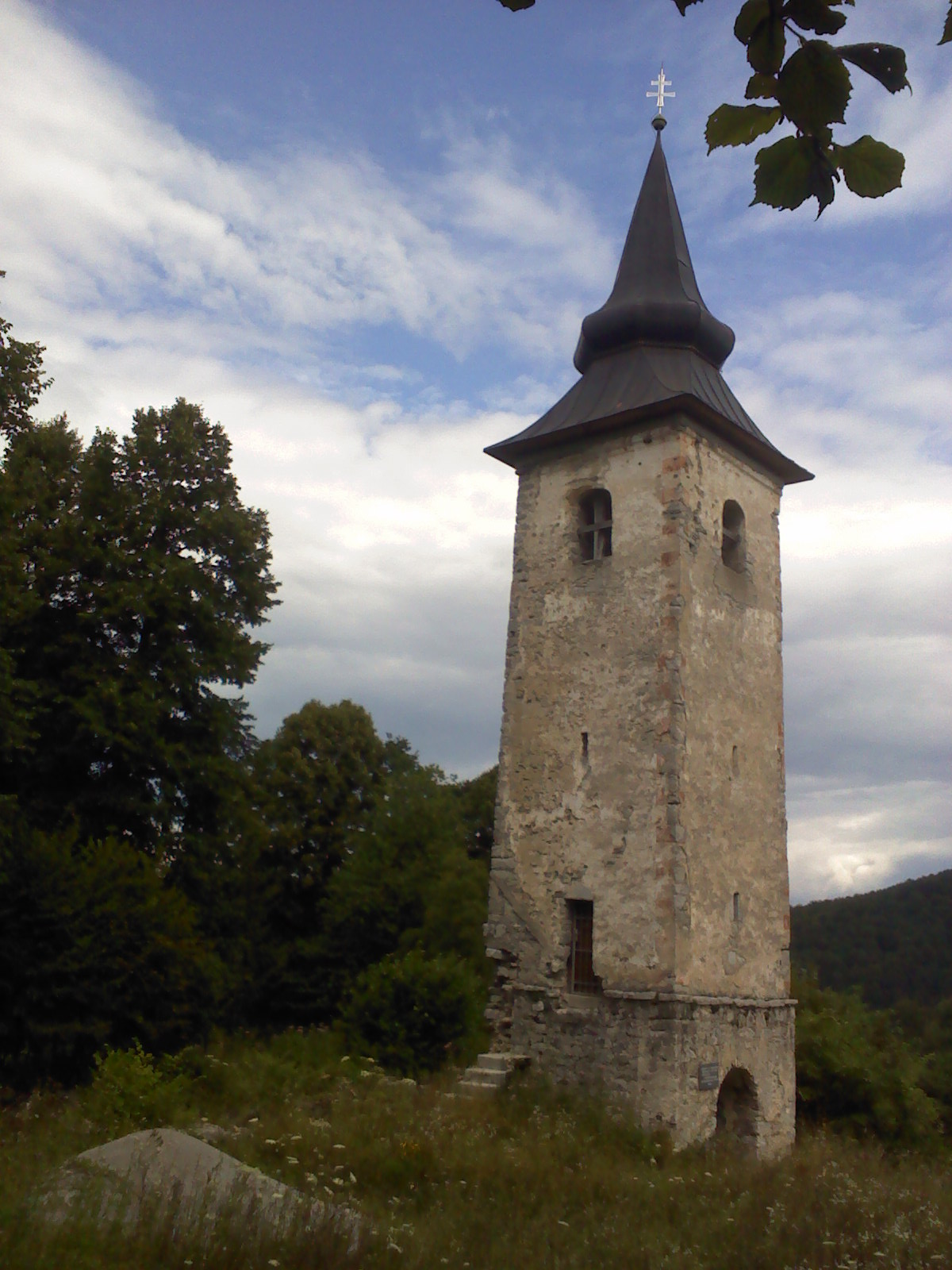
Kirchturm im verlassenen Gottscheerdorf Tappelwerch. Das Dach wurde mit Mitteln der Südtiroler Raiffeisenbank erneuert.

Auch im privaten Bereich stößt die Anwendung der deutschen Sprache in Slowenien mancherorts auf Ablehnung. So wurde bei der Eröffnung eines Kulturhauses in Apače/Abstall neben der slowenischen auch die deutsche Sprache verwendet, woraufhin Kommunalvertreter der Gemeinde Mitglieder des Vereins als „Staatsfeinde“ attackierten.
Ähnliche Reaktionen gab es auch in Dolenjske Toplice, in dessen Gemeindegebiet das Gottscheer Kulturzentrum steht. Im ehemaligen Gottscheerdorf Plösch (slowen. Pleš) wurde mit Geldern ausgewanderter Gottscheer eine Kapelle renoviert. Eine zweisprachige Tafel, auf der in slowenischer und deutscher Sprache den Geldgebern gedankt wurde, wurde mehrmals heruntergerissen, und Lokalpolitiker protestierten gegen die zweisprachigen privaten Aufschriften. Nach mehrmaligem Vandalismus verblieb die Tafel schließlich in den Museumsräumen des Gottscheer Kulturzentrums Občice/Krapflern. Im heute verlassenen Gottscheerdorf Tappelwerch (slowen. Topli vrh, „Warmberg“) war es die Raiffeisenbank Bozen, welche für die Renovierung eines Kirchturms aufkam. Erst nach Drohungen der Südtiroler Bankiers, das Geld zurückzufordern, war die Gemeinde Semič, zu der Topli Vrh gehört, bereit, die dortige zweisprachige Erinnerungstafel am renovierten Kirchturm anzubringen.
Der Kulturverein Cilli an der Sann stieß 2011 auf Grund seiner deutschen Namensversion auf Ablehnung bei der Slowenischen Vereinsbehörde.
Während offizielle Stellen die Namen von Städten und Sehenswürdigkeiten auch auf Italienisch übersetzen, werden deutsche Bezeichnungen vermieden.